# Futbolo Klubas Trakai 2015
Questa voce raccoglie le informazioni riguardanti il Futbolo Klubas Trakai nelle competizioni ufficiali della stagione 2015.

## Stagione
Nella stagione 2015 il FK Trakai ha disputato la A Lyga, massima serie del campionato lituano di calcio, terminando il torneo al secondo posto con 84 punti conquistati in 36 giornate, frutto di 27 vittorie, 3 pareggi e 6 sconfitte, qualificandosi alla UEFA Europa League 2016-2017. Nell'autunno 2015 è sceso in campo a partire dagli ottavi di finale della Lietuvos Taurė 2015-2016, competizione che ebbe il suo epilogo nel corso della stagione 2016 con la sconfitta in finale del Trakai patita ad opera dello Žalgiris. Sempre nell'autunno 2015 ha partecipato alla UEFA Europa League, superando al primo turno preliminare i faroesi dell'HB Tórshavn, ma venendo poi eliminati al secondo turno preliminare dai ciprioti dell'Apollōn Lemesou.

## Rosa
| N. |                     | Ruolo | Calciatore           |
| -- | ------------------- | ----- | -------------------- |
| 1  | Lituania (bandiera) | P     | Marius Rapalis       |
| 2  | Lituania (bandiera) | D     | Linas Klimavičius    |
| 3  | Lituania (bandiera) | D     | Ernestas Mininas     |
| 4  | Georgia (bandiera)  | D     | Nikoloz Apakidze     |
| 5  | Lituania (bandiera) | D     | Andrius Kazakevičius |
| 7  | Lituania (bandiera) | C     | Deividas Česnauskis  |
| 9  | Georgia (bandiera)  | D     | Besik Amashukeli     |
| 10 | Armenia (bandiera)  | A     | David Arshakyan      |
| 12 | Lituania (bandiera) | P     | Marius Šalkauskas    |
| 13 | Lituania (bandiera) | D     | Ronald Solomin       |
| 14 | Lituania (bandiera) | C     | Rokas Stanulevičius  |
| 15 | Lituania (bandiera) | D     | Justinas Januševskij |
| 16 | Lituania (bandiera) | P     | Lukas Žukauskas      |
| 17 | Lituania (bandiera) | C     | Povilas Malinauskas  |

| N. |                        | Ruolo | Calciatore          |
| -- | ---------------------- | ----- | ------------------- |
| 18 | Lituania (bandiera)    | A     | Lukas Kochanauskas  |
| 19 | Lituania (bandiera)    | C     | Mantas Leonavicius  |
| 21 | Lituania (bandiera)    | D     | Vaidotas Šilėnas    |
| 22 | Lituania (bandiera)    | D     | Edvardas Gaurilovas |
| 24 | Moldavia (bandiera)    | C     | Eugen Zasavitchi    |
| 27 | Lituania (bandiera)    | A     | Nerijus Valskis     |
| 29 | Ucraina (bandiera)     | A     | Serhij Ševčuk       |
| 30 | Lituania (bandiera)    | C     | Rokas Masenzovas    |
| 33 | Lituania (bandiera)    | D     | Andrius Lipskis     |
| 41 | Bielorussia (bandiera) | C     | Arcëm Hurėnka       |
| 77 | Bielorussia (bandiera) | D     | Aljaksandr Byčanok  |
| 79 | Russia (bandiera)      | C     | Jurij Mamaev        |
| 96 | Lituania (bandiera)    | C     | Donatas Šėgžda      |

## Risultati

### UEFA Europa League

#### Primo turno preliminare
| Arbitro: | Lasha Silagava |

|                                       |           |  |
| Byčanok 20’ Arshakyan 61’ Solomin 86’ | Marcatori |  |

| Arbitro: | Sandor Szabo |

|             |           |                                                            |
| Hanssen 90’ | Marcatori | 30’, 90+3’ (rig.) Arshakyan 38’ Solomin 83’ (rig.) Byčanok |

#### Secondo turno preliminare
| Arbitro: | Nikola Dabanović |

|                                                       |           |  |
| Kolokoudias 21’, 64’ (rig.) Stojanović 52’ Farley 87’ | Marcatori |  |

| Vilnius 23 luglio 2015, ore 19:00 CEST Ritorno | Trakai         | 0 – 0 referto | Apollōn Limassol | Stadio LFF\| Arbitro: \| Padraig Sutton \| |
| Arbitro:                                       | Padraig Sutton |               |                  |                                            |

## Statistiche

### Statistiche di squadra
| Competizione             | Punti | In casa | In casa | In casa | In casa | In casa | In casa | In trasferta | In trasferta | In trasferta | In trasferta | In trasferta | In trasferta | Totale | Totale | Totale | Totale | Totale | Totale | DR  |
| Competizione             | Punti | G       | V       | N       | P       | Gf      | Gs      | G            | V            | N            | P            | Gf           | Gs           | G      | V      | N      | P      | Gf     | Gs     | DR  |
| ------------------------ | ----- | ------- | ------- | ------- | ------- | ------- | ------- | ------------ | ------------ | ------------ | ------------ | ------------ | ------------ | ------ | ------ | ------ | ------ | ------ | ------ | --- |
| A Lyga                   | 84    | 18      | 15      | 2       | 1       | 52      | 10      | 18           | 12           | 1            | 5            | 40           | 23           | 36     | 27     | 3      | 6      | 92     | 33     | +59 |
| Lietuvos Taurė 2015-2016 | -     | 2       | 2       | 0       | 0       | 5       | 0       | 1            | 1            | 0            | 0            | 2            | 1            | 3      | 3      | 0      | 0      | 7      | 1      | +6  |
| UEFA Europa League       | -     | 2       | 1       | 1       | 0       | 3       | 0       | 2            | 1            | 0            | 1            | 4            | 5            | 4      | 2      | 1      | 1      | 7      | 5      | +2  |
| Totale                   | -     | 22      | 18      | 3       | 1       | 60      | 10      | 21           | 14           | 1            | 6            | 46           | 29           | 43     | 32     | 4      | 7      | 106    | 39     | +67 |